# Put Your Head on My Shoulder
Put Your Head on My Shoulder è un brano musicale scritto e interpretato dal cantante canadese-statunitense Paul Anka e pubblicato nel 1959. La versione originale del brano è stata orchestrata e arrangiata da Don Costa.

## Cover
La prima cover del brano che ha avuto maggior successo è stata quella del trio The Lettermen, uscita nel 1968 e prodotta da Al DeLory.
Altri artisti che hanno realizzato la propria versione della canzone sono Enrique Guzmán in lingua spagnola negli anni '60 con il titolo Tu cabeza en mi hombro, Leif Garrett nel 1978, Myriam Hernández con Paul Anka per l'album Amigos (1996) e Michael Bublé per il suo primo album uscito nel 2003, ossia l'eponimo Michael Bublé.
Un campionamento dell'introduzione del brano è stato usato nel singolo Freak di Doja Cat del 2020 e nel Silhouette Remix del singolo Streets.

## Tracce
Lato A
1. Put Your Head On My Shoulder

Lato B
1. Don't Ever Leave Me